# Condado de Crawford (Georgia)
El condado de Crawford (en inglés: Crawford County) es un condado en el estado estadounidense de Georgia. En el censo de 2000 el condado tenía una población de 12 495 habitantes. La sede de condado es Knoxville. El condado fue formado el 9 de diciembre de 1822 a partir de una porción del condado de Houston. Fue nombrado en honor a William H. Crawford, quien fue Secretario de Guerra entre 1815 y 1816 y Secretario del Tesoro entre 1816 y 1825.

## Geografía
Según la Oficina del Censo, el condado tiene un área total de 846 km² (326 sq mi), de la cual 842 km² (325 sq mi) es tierra y 4 km² (1 sq mi) (0,44%) es agua.

### Condados adyacentes
- Condado de Monroe (norte)
- Condado de Bibb (este)
- Condado de Peach (este)
- Condado de Houston (sureste)
- Condado de Taylor (suroeste)
- Condado de Upson (noroeste)

## Autopistas importantes
- Interestatal 75
- U.S. Route 80
- U.S. Route 341
- Ruta Estatal de Georgia 7
- Ruta Estatal de Georgia 22
- Ruta Estatal de Georgia 42
- Ruta Estatal de Georgia 96
- Ruta Estatal de Georgia 128

## Demografía
En el  censo de 2000, hubo 12 495 personas, 4461 hogares y 3457 familias residiendo en el condado. La densidad poblacional era de 38 personas por milla cuadrada (15/km²). En el 2000 había 4872 unidades unifamiliares en una densidad de 15 por milla cuadrada (6/km²). La demografía del condado era de 72,85% blancos, 23,80% afroamericanos, 0,37% amerindios, 0,17% asiáticos, 0,02% isleños del Pacífico, 1,81% de otras razas y 0,98% de dos o más razas. 2,41% de la población era de origen hispano o latino de cualquier raza. 
La renta promedio para un hogar del condado era de $37. 848 y el ingreso promedio para una familia era de $41 799. En 2000 los hombres tenían un ingreso medio de $31 099 versus $21 138 para las mujeres. La renta per cápita para el condado era de $15 768 y el 15,40% de la población estaba bajo el umbral de pobreza nacional.

## Ciudades y pueblos
- Knoxville
- Musella
- Roberta